# Luc Schuiten
Pour les articles homonymes, voir Schuiten.
Luc Schuiten, né le 8 janvier 1944 à Bruxelles (province de Brabant), est un architecte belge. Il est formé, tout comme son père Robert Schuiten, à l'Académie royale des beaux-arts de Bruxelles dont il sort diplômé en 1967.
Il est également scénariste de bande dessinée, en collaboration avec son frère, le dessinateur François Schuiten. Son père, Robert Schuiten, fut un architecte belge actif dans les années 1950 et 1960.
À la fois architecte et dessinateur, la réflexion de Luc Schuiten vise à intégrer « l’urbanisme, l’écologie, la science et la science-fiction. »

## Biographie
Luc Schuiten naît le 8 janvier 1944 à Bruxelles, d'un père architecte et d'une mère photographe. Il fait des études d’architecture à l’Académie Royale des Beaux-Arts de Bruxelles - Institut Victor Horta, de 1962 à 1967. 
En 1967, il entame un stage chez Willy Van Der Meeren, puis effectue un autre stage chez Lucien Kroll en 1969. L'année suivante, il rejoint le groupe Mass Moving, mouvement artistique qui s’exprime sous forme de happening. 
De 1980 à 1987, il est chargé de cours à l’Institut Victor Horta de Bruxelles. En 1987, il quitte l’enseignement de l’architecture pour se consacrer uniquement à sa société d’architecture Schuiten sprl.
Il est aussi le président de l’association Vegetal City et membre fondateur de Biomimicry Europa et de l’association Archi Human.
Il a mis en place divers projets pour loger des sans-abris à Bruxelles.

## Architecture
Sa première construction est la petite maison « Orejona » qu'il a bâtie lui-même dans les bois en 1977, à Overijse, aux environs de Bruxelles. La charpente de la maison est une structure en A, à laquelle s'ajoute une petite avancée en verrière. Sur les toits, des capteurs solaires de première génération assuraient le chauffage. Une verrière permettait de voir le ciel.
Au cours des années 1980, il poursuit sa réflexion sur l'urbanisme et l'architecture dans Les Terres creuses, une série de bandes dessinées réalisées avec son frère François Schuiten. Dans le premier volume, Carapaces, il imagine une Ville creuse : « cité imaginaire dont l’urbanisme solaire s’inspire de la construction traditionnelle des indiens du Nouveau-Mexique : le Pueblo. Sur le canevas de ce savoir ancestral viennent se greffer une série de technologies nouvelles telles que les serres amovibles, ainsi que l’implantation, au centre de la ville, d’une flèche pyramidale de panneaux solaires que surmonte une très grande éolienne. »

Intéressé par une ville organique et la bio-inspiration, il est convaincu de l'obsolescence du modèle urbain calqué sur la machine et  se passionne pour l'archiborescence, un terme qui désigne « une architecture utilisant principalement pour matériaux de construction toutes formes d’organismes vivants ou d’organismes inspirés du vivant ». L'espace urbain imaginé prend en effet la forme d'une luxuriante cité végétale. Cette « cité archiborescente » prend la nature pour modèle, est biomimétique, tant au niveau de ses formes que des matériaux utilisés. 

« Aujourd’hui, construire c’est d’abord détruire : arbres abattus, terre cuite, pierres taillées, minerais fondus, explique l’architecte. La cité archiborescente, elle, est vivante. Elle se régénère à partir de ses propres déchets. Elle est conçue comme un massif corallien, où tous les systèmes se nourrissent les uns les autres. Elle est plus réaliste que les nouvelles villes comme Dubaï qui est construite sur le pillage des ressources de la planète» »

 

En 2010, Luc Schuiten devient un des membres fondateurs de Biomimicry Europa. Cet organisme a pour objectif de promouvoir le biomimétisme, concept théorisé par la biologiste américaine Janine Benyus, qui « s’inspire des stratégies développées par certains organismes ayant su s’adapter aux conditions spécifiques de leur environnement, en conservant leur intégrité ». La journaliste Florence Marot décrit ainsi ses projets: 

« Dans ses villes imaginaires, qui pourraient être Bruxelles, Strasbourg ou Shangai à l’horizon 2100, tous les espaces ont été optimisés afin de répondre aux besoins des habitants et créer de nouveaux usages urbains, comme le développement de poulaillers, potagers, vergers, serres ou pigeonniers collectifs. Les méthodes de production alimentaire, étendues aux façades des immeubles, sont également rendues plus efficaces, tandis que d’étranges engins volants transportent les citadins de quartiers en quartiers. »

En 2014, il crée l'association Archi Human dont le but est de favoriser la réinsertion sociale par le logement. À Bruxelles et dans sa périphérie, il souhaite développer des studios en intégrant les matériaux écologiques et la sobriété énergétique au profit des sans-abris.

## Travaux d'architecture, d'urbanisme et d'aménagement du paysage

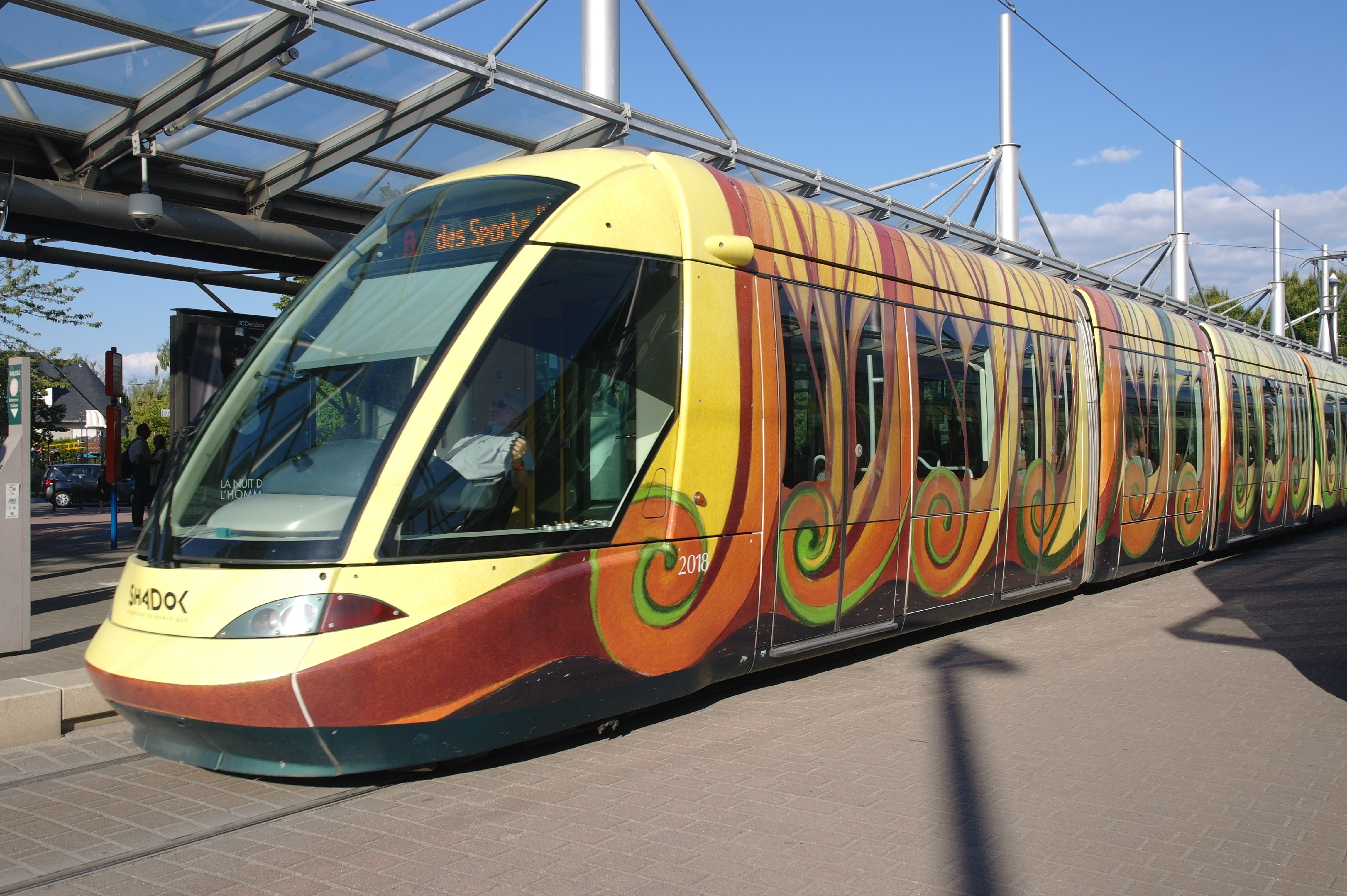
Tramway de Strasbourg habillé par Luc Schuiten

- 1970 : installation comme indépendant.
- 1975 : construction et réalisation de la maison autonome du même nom et premier projet des habitarbres.
- 1976 : création de l’Atelier d’Architecture Oréjona.
- 1980 - 1990 : réalisation de nombreuses habitations, immeubles, rénovations et mobiliers.
- 1995 : 16 projets de jardins verticaux, dans le pentagone de Bruxelles, exposés à l’Hôtel de Ville de Bruxelles.
- 1997 : réalisation à Bruxelles Ville de l’aménagement de la Place du Jardin aux Fleurs.
- 1997 : projet « Sentiers de l’Europe » : étude commandée par la Région Bruxelles Capitale. Étude de l’aménagement d’un passage sous la rue de la Loi, Bruxelles.
- 2000 : conception d’une cité de la musique avec salle de concert pour 12 000 personnes, parking, centre commercial, bureaux, studios d’enregistrement à Bruxelles 1000. Non réalisé.
- 2005 : étude d’un observatoire des changements climatiques, Polaris, pour la Fondation Polaire Internationale d’Alain Hubert.
- 2008 : projet d’aménagement des abords de la Vesdre, Verviers. Proposition des habitants de réaliser un contre projet à l’implantation d’un centre commercial au-dessus de la rivière.
- 2010 : projet d’aménagement autour de la Place St Lambert, Liège.
- 2012 : réalisation d’une œuvre végétale dans le site de land art d’Arte Sella - Borgo Valsugana, Italie.
- 2013 : projet d’aménagement du piétonnier du boulevard Anspach, Bruxelles, avec le concours des riverains.
- 2013 : Aérium, un espace fermé pour l’initiation au vol battu avec engins volants de type aéroplume. Conception théorique du projet.
- 2015 : aménagement des abords du « Shadok » et nids végétaux accrochés aux abords du canal à Strasbourg, France.
- 2015 : autoroute Bruxelles-Paris – Pont 35 : projet de création d’une porte d’entrée dans Bruxelles à la demande du Ministre bruxellois Didier Gosuin.
- 2015 : projet d’aménagement d’une pergola sur la place Fontainas, Bruxelles. Projet réalisé à la demande du comité de quartier St. Jacques pour une des extrémités du piétonnier Anspach
- 2017 : direction du Festival des Jardins à Arc-et-Senans sur le thème de la cité végétale et réalisation du prototype d’une kerterre sur un terrain réservé à l’expérimentation.
- 2017 : exposition en plein air sur l’Esplanade à Metz sur le thème de la cité végétale : 48 panneaux de 2.80/3.50m.
- 2018 : exposition à la Saline Royale avec une représentation de cercle immense dans son évolution future.
- 2018 : projet d’un ensemble de huit éco-habitations groupées, et école fondamentale de pédagogie active dans un parc à Wauthier-Braine, Belgique.
- 2019 : projet d’aménagement d’une ferme d’animation pour les écoles dans un site maraicher – périphérie de Bruxelles.

## Expositions

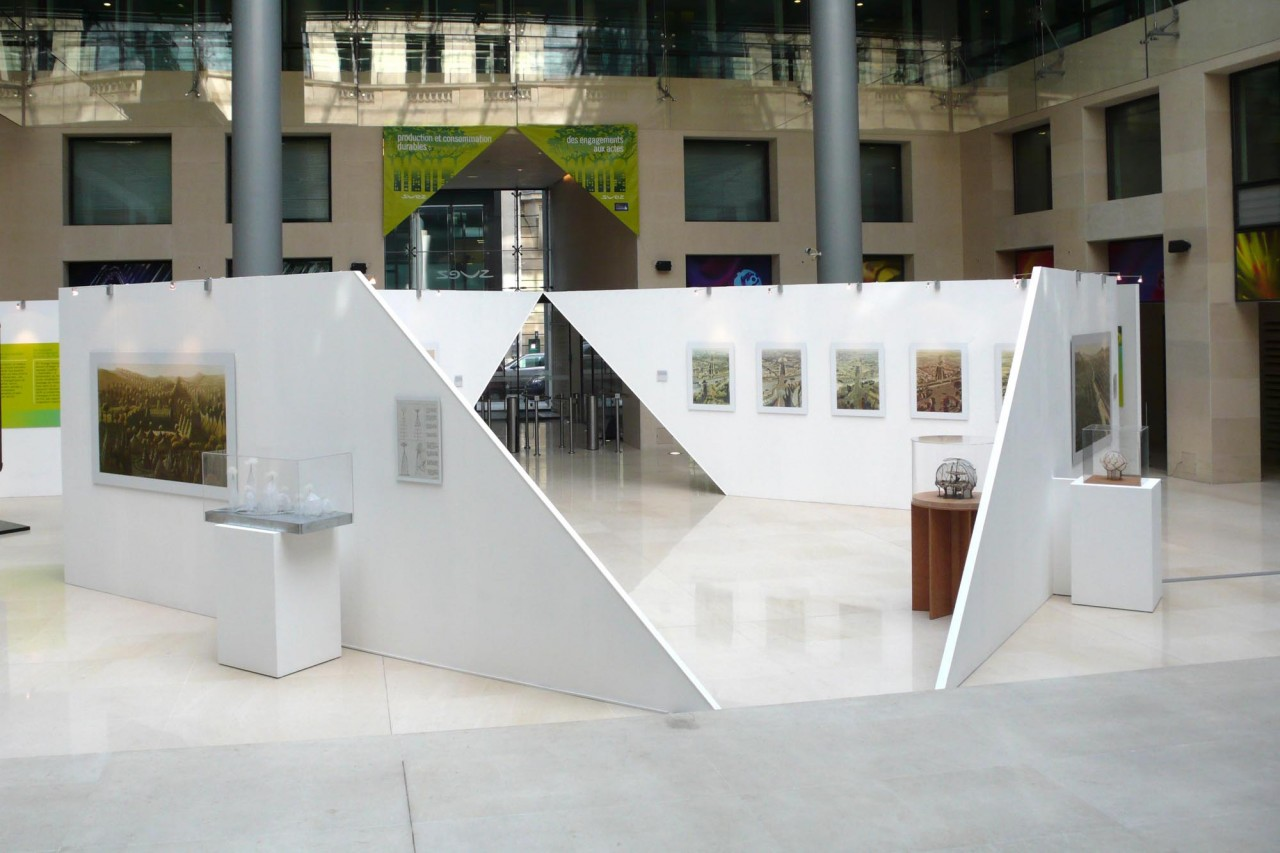
Exposition à Paris

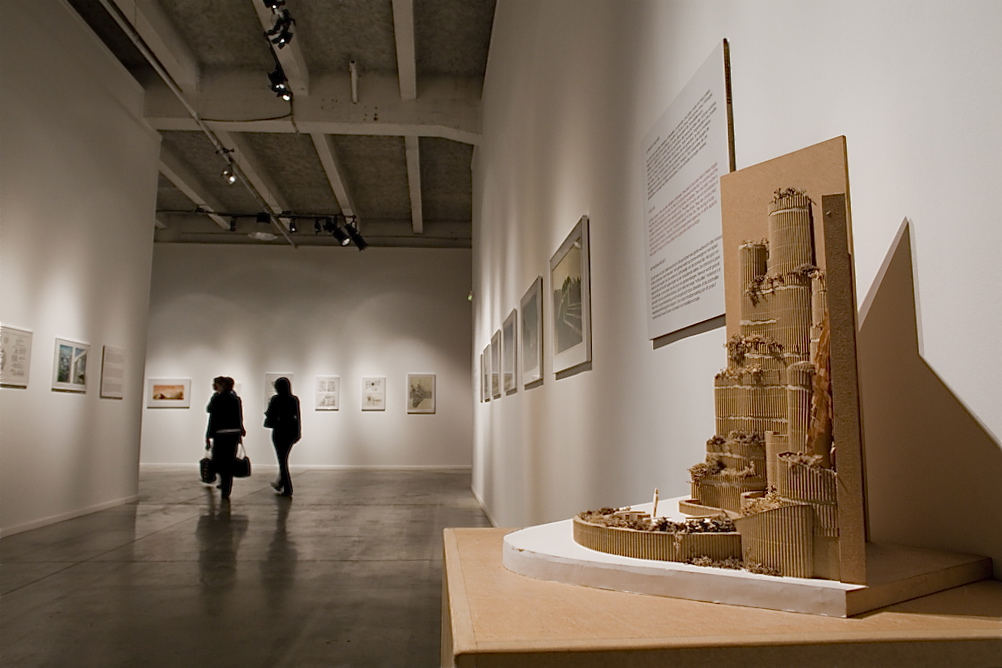
Exposition à Lyon

- octobre 2006 -  mars 2007 : Yverdon, Suisse[18].
- avril - octobre 2007 : Mundaneum de Mons, Belgique[19].
- octobre - novembre 2007 : les Utopiales à Nantes, France[20].
- mars - avril 2008 : Suez, Paris et Bruxelles[21].
- juin - octobre 2008 : bibliothèque Louis Aragon à Amiens, France.
- avril - août 2009 : musée d'Art et d'Histoire du Cinquantenaire à Bruxelles[22]
- septembre 2009 - janvier 2010 : Utopia à Verdun, France.
- janvier - février 2010 : Penser le futur à Mons, Belgique[23].
- avril - juillet 2010 : la Sucrière à Lyon, France.
- septembre 2010 : Move it à la place Flagey, Bruxelles.
- septembre 2010 : Wolubilis la semaine du développement durable, Bruxelles.
- octobre 2010 : Mamac à Liège, Belgique.
- juin - août 2011 : ARTour et les Machines improbables à La Louvière, Belgique[24].
- mai 2012 : foire Eco-Bio de Colmar, France[25].
- mai 2012 : construction d'habitarbres à Arte Sella, Borgo Vulsagana, Italie.
- fin 2012 : The Asia Pacific Contemporary Art Fair à Shanghaï, Chine.
- février 2013 : la Maison d'Ailleurs, Genève, Suisse[26].
- mars 2014 : Arpajon, France[27].
- mars - juin 2015 : centre culturel du Shadok à Strasbourg, France[28].
- février - avril 2015 : Fondation Folon à La Hulpe, Belgique[29].
- juillet - août 2015 : Lambersart, France[30].
- avril 2017 : médiathèque Pointculture, Bruxelles[31].
- mai 2017 - janvier 2018 : exposition en plein air sur l'Esplanade de Metz, France[32].
- avril - octobre 2018 : Saline Royale d'Arc-et-Senans, France.

## Prix, distinction et reconnaissance
- Lauréat de plusieurs prix d’architecture : prix Maskens, prix Ernest Acker, prix Architecture Belgium, et Award de la meilleure maison individuelle.
- 1980 : reçoit la notoriété scientifique et professionnelle par Arrêté royal.

## Publications

### Livres
- Habitarbre, Luc Schuiten, Anne-Catherine Labrique, Mardaga, Wavre, 2007.  (ISBN 9782870099452)
- Schuiten filiation, Philippe Marion, éditions Versant Sud, 2009.  (ISBN 978-2-930358-40-6)
- Vegetal City, Luc Schuiten, A-C Labrique, Mardaga, Wavre, 2009  (ISBN 9782804700126).
- Vers une cité végétale, Luc Schuiten, Gauthier Chapelle, éditions Mardaga, 2010.  (ISBN 9782804700539)
- Archiborescence, Pierre Loze, Luc Schuiten, Gauthier Chapelle, Mardaga, Wavre, 2010.  (ISBN 9782804700522)
- Un autre possible (coffret), Luc Schuiten, Mardaga, Wavre, 2010.  (ISBN 9782804700546)
- Le Vivant comme modèle (illustrations), Gauthier Chapelle, Michèle Decoust, éditions Albin Michel, 2015.  (ISBN 9782226320186)
- Prendre soin de la vie, Christophe André, Alexandre Jollien, Ilios Kotsou, Caroline Lesire, Matthieu Ricard, Suzanne Tartière, Rebecca Shankland, Luc Schuiten, Steven Laureys, Gauthier Chapelle, éditions L'iconoclaste, 2019.  (ISBN 9782378801038)

### Bande dessinée
Série Les Terres creuses, par Luc et François Schuiten, Les Humanoïdes associés, Paris
1. Carapaces 1981.  (ISBN 2731612894)
2. Zara, 1985.  (ISBN 2731612908)
3. Nogegon, 1990.  (ISBN 2731612916)

- La Maison des papillons, Luc et Maya Schuiten, éditions Renaissance du livre, 2010.  (ISBN 9782507051921)

### Portfolios
- Évolution d’une rue de 1850 à 2150, Luc Schuiten, portefolio, 1999.  (ISBN 2960023404)
- Dans tous les sens sans l'essence, Luc Schuiten, portefolio de 11 lithographies numérotées et signées.
- Rue Joseph 2 Église, Luc Schuiten, portefolio de 7 sérigraphies numérotées et signées.
- Sao Paulo, Luc Schuiten, portefolio de 4 lithographies signées, 2011.
- Panorama 2100, Luc Schuiten, portefolio de 21 illustrations, 2018.

### Conférences
- Un monde biomimétique, INSA Lyon, les 5 et 6 février 2024
- Le phénomène urbain : un atout pour le futur. Présentation devant le comité de la Délégation sénatoriale à la prospective du Sénat français en 2016.
- [vidéo] « Vers une cité végétale », sur YouTube. Conférence/débat organisée le mardi 14 avril 2015 à l'École supérieure d'art de l'agglomération d'Annecy.
- Luc Schuiten: vers une cité végétale. Conférence du Centre méridional de l'architecture et de la ville, 30 janvier 2014.